# Benedicto VII
Benedicto VII (nacido en Roma en fecha desconocida, fallecido en Roma el 10 de julio de 983) fue el papa 135.º de la Iglesia católica de 974 a 983.
Cuando Benedicto VI muere asesinado por orden del antipapa Bonifacio VII, este ocupó el trono de San Pedro durante un breve período de seis semanas, hasta que el representante del emperador Otón II, el conde Sicco de Spoleto lo expulsó de Roma, imponiendo como nuevo papa a Benedicto VII.
Hijo de David, pertenecía a la familia noble de los condes de Túsculo, y estaba relacionado con Alberico II y con la familia Crescenti.
Obispo de Sutri en el momento de su elección, el nuevo papa convocó inmediatamente un concilio en el que excomulgo y depuso al Antipapa Bonifacio VII que se había refugiado en Constantinopla.
Benedicto VII promovió el monacato y las reformas eclesiásticas junto con Otón II. También consagró al sacerdote Jaime, enviado a él por el pueblo de Cartago “para ayudar a la desdichada provincia de África”.
Visitó la ciudad de Orvieto con su sobrino, Filippo Alberici, quien más tarde se estableció allí y se convirtió en cónsul de la ciudad-estado en 1016. La familia Alberici vive en esa urbe hasta hoy.
En marzo de 981, Benedicto VII presidió un sínodo en la Basílica de San Pedro que prohibió la práctica de la simonía, práctica muy generalizada en la Iglesia y que provocaba, entre otros efectos, un incremento de los sacerdotes casados, ya que con el matrimonio lograban que los hijos legítimos fruto del mismo heredaran los beneficios y cargos comprados.
En septiembre, convocó un sínodo lateranense.
Benedicto falleció en Roma el 10 de julio de 983, y fue enterrado en la Basílica de la Santa Cruz de Jerusalén (Roma).